# La Planète des singes : Le Nouveau Royaume
Vous lisez un « bon article » labellisé en 2025.  Il fait partie d'un « bon thème ».
Série La Planète des singes
La Planète des singes : Suprématie
(2017)
Pour plus de détails, voir Fiche technique et Distribution.
La Planète des singes : Le Nouveau Royaume ou Le Royaume de la planète des singes au Québec (Kingdom of the Planet of the Apes) est un film de science-fiction américano-australien réalisé par Wes Ball et sorti en 2024. Le scénario est de Patrick Aison, Josh Friedman, Rick Jaffa et Amanda Silver. Il s'agit de la suite de La Planète des singes : Suprématie (2017). C'est le 10e film de la franchise La Planète des singes basée sur le roman La Planète des singes écrit en 1963 par le Français Pierre Boulle.
Le film se déroule environ 300 ans après la mort de César, le « Moïse » du peuple des singes. Proximus, un chef bonobo, tente d'unifier les clans de singes en employant l'antique technologie humaine. Noa, un jeune chimpanzé, dont le peuple vient d'être asservi, est contraint de fuir pour conserver sa liberté. Il trouve alors sur son chemin Mae, une jeune humaine qui semble être la clé de son périple.
Disney acquiert la 21st Century Fox en mars 2019 et commence l'exploitation des principales licences du studio dont La Planète des singes. Le film est tourné d'octobre 2022 à février 2023, principalement dans les Disney Studios Australia, en Nouvelle-Galles du Sud. La musique du film est composée et dirigée par John Paesano.
Le film montre le voyage du héros Noa. Il évoque le sentiment de déclassement, mais aussi le suprématisme. Le thème du racisme, régulièrement présent dans la saga, est également convoqué. La question de l'excès de religiosité sert de fond à l'histoire. Le scénario puise son inspiration dans le film original La Planète des singes (1968), mais aussi dans le film qui le précède dans la saga, La Planète des singes : Suprématie (2017). Le réalisateur revendique aussi comme source Apocalypto (2006) du réalisateur Mel Gibson.
La Planète des singes : Le Nouveau Royaume est plutôt un succès commercial et critique. Il sort en vidéo à la demande en juillet 2024 et en support physique en août de la même année.

## Synopsis
Vers 2328, environ 300 ans après la mort de César, le « Moïse » du peuple des singes, plusieurs clans de primates se partagent désormais le havre de paix où leur chef historique les a conduits. À l'extérieur, la majorité des humains ont régressé à l'état sauvage.
Noa, Anaya et Soona, trois jeunes chimpanzés se rendent aux sommets d'anciennes tours de gratte-ciels pour s'emparer chacun d'un œuf d'aigle. Une fois leur mission accomplie, ils retournent à terre où ils découvrent qu'une « écho» a volé une couverture sur un de leurs chevaux. Ils se mettent à sa poursuite et retrouvent la couverture à l'entrée d'un tunnel menant à une vallée maudite. Les trois chimpanzés rebroussent alors chemin et retournent à leur village. Il s'agit du « clan des aigles », une tribu de chimpanzés qui élèvent des aigles pour la chasse et la pêche. Noa retrouve son père Koro, le maître fauconnier. Il lui parle de l'incident avec l'écho, ce qui inquiète Koro. Oda, le meilleur chasseur de la tribu, part donc pour la faire fuir,.

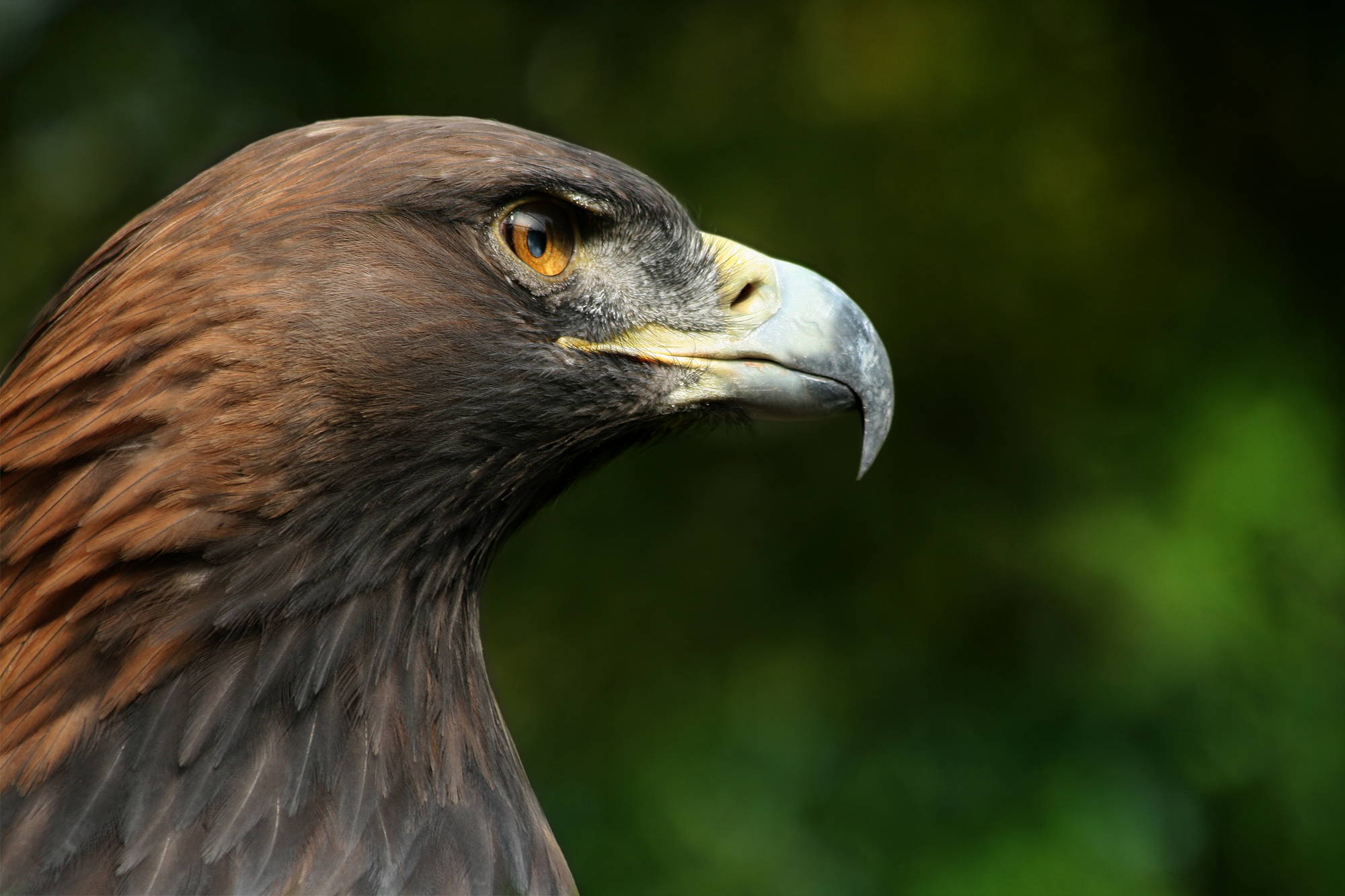
Le clan de Noa élève des aigles royaux pour la chasse et la pêche.

La nuit venue, Noa découvre l'écho dans le fumoir à poisson. Il tente de la capturer, mais dans l'action, elle lui casse son œuf. Celui-ci est très important, car la « cérémonie du pacte », qui marque le passage à l'âge adulte, nécessite d'avoir un œuf d'aigle. Noa part immédiatement en récupérer un autre. Arrivé sur place, il découvre plusieurs cadavres de chimpanzés et Oda mortellement blessé. C'est alors qu'arrive une troupe de singes cavaliers menée par le gorille Sylva. Ceux-ci trouvent les cadavres, mais pas Noa, qui a pu se cacher. Ils sont à la recherche de l'écho et pensent qu'elle se trouve au village du clan des aigles. Arrivés sur place, ils incendient les bâtiments et capturent les villageois. Noa les rejoint et aide son père à libérer les aigles attachés dans la grande tour du village en proie aux flammes. Sylva les y retrouve. Il défait Koro puis précipite Noa du haut de la tour,.
Laissé pour mort, Noa se réveille le lendemain seul. Son père est mort et son clan a disparu. Accompagné de l'aigle de son père, il piste les pillards qui sont venus de la vallée maudite. Alors qu'il traverse une ancienne cité, il repère de la fumée. À l'intérieur d'un bâtiment, il en découvre l'origine : il s'agit d'un bûcher funéraire. Il a été allumé par l'orang-outan Raka pour son confrère qui s'est fait tuer par les pillards. Raka est un singe instruit qui étudie des livres et qui appartient à l'ordre de César. Noa et son clan ont oublié ses enseignements. Raka lui apprend que César était le législateur des singes. Il lui révèle que les humains, les « échos » comme Noa les appelle, n'ont pas toujours été intellectuellement lents. César a vécu à leurs côtés et ils étaient importants pour lui. Raka s'attache à Noa et décide de l'accompagner dans sa quête. Le soir venu, Noa découvre que l'humaine le suit discrètement depuis son village. Raka la baptise Nova et lui donne une couverture et de la nourriture. Il semble parvenir à l'apprivoiser. Un peu plus tard dans la nuit, Noa découvre un ancien observatoire où il découvre un immense télescope,.

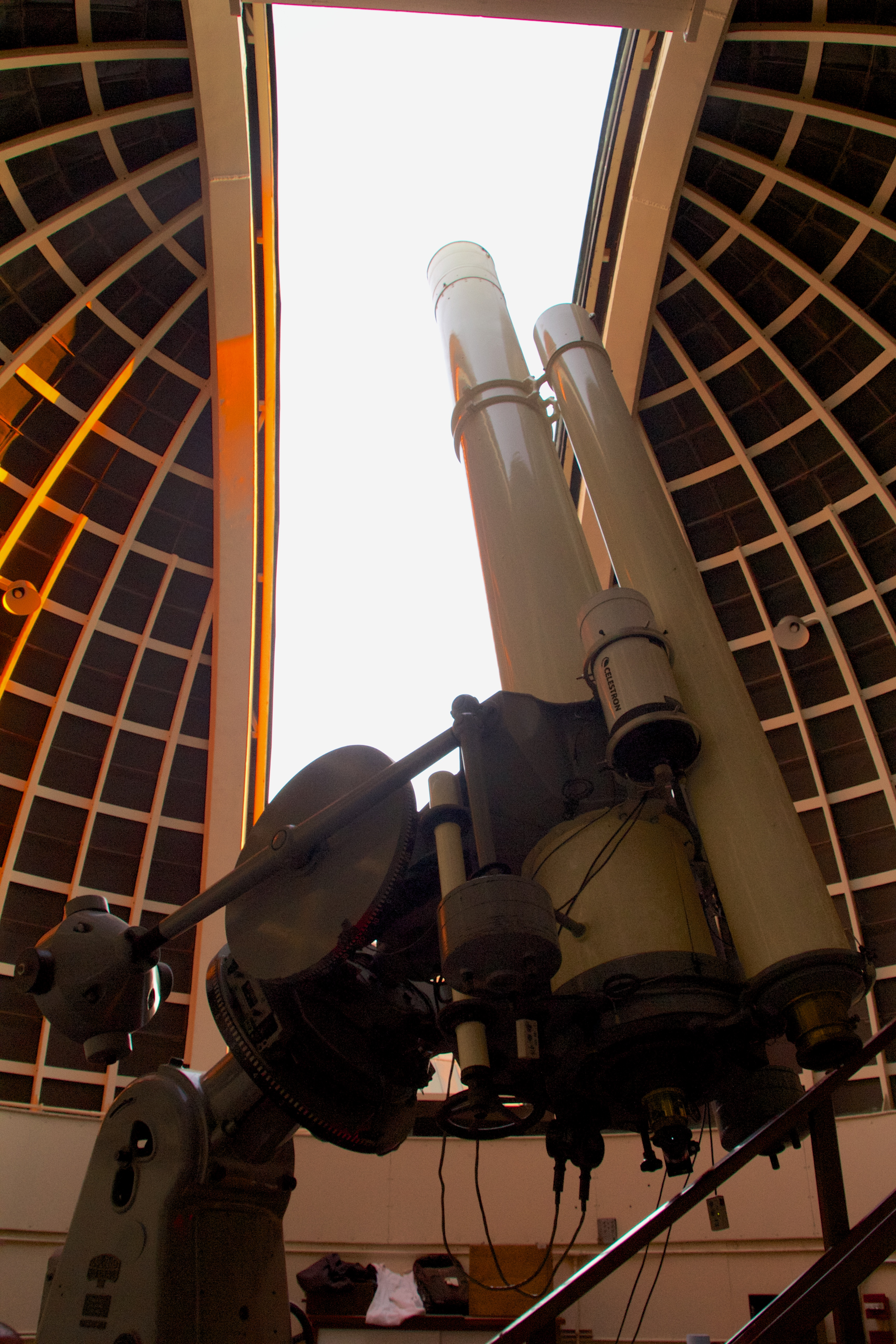
Le télescope découvert par Noa dans l'ancien observatoire.

Le lendemain, près d'une rivière, les trois compagnons tombent sur un troupeau de zèbres puis sur un groupe d'hommes sauvages venus s'abreuver. Nova semble attristé par ce spectacle. C'est alors que les pillards refont leur apparition et commencent à capturer des humains. Sylva recherche en fait Nova. Il est sur le point de s'en emparer, mais Noa intervient et s'enfuit avec elle et Raka loin des griffes du gorille. Durant l'action, Nova, à la grande surprise de Noa qui la croyait muette, a crié pour l'appeler à l'aide. Elle révèle donc à ses compagnons que son vrai nom est Mae et qu'elle sait où les singes de Sylva ont emporté le clan des Aigles,.
En route vers la destination indiquée par Mae, et alors qu'ils traversent un pont, ils tombent dans une embuscade tendue par Sylva. Noa et Mae sont capturés tandis que Raka tombe à l'eau et est emporté par le courant. Les deux prisonniers sont ensuite convoyés jusque sur la côte dans un ancien paquebot échoué qui sert de quartier général aux pilleurs. C'est là que se trouve aussi retenu le clan de Noa. Ils y sont employés à la construction d'une digue qui protège la porte dégagée d'un bunker. Mae est séquestrée dans une pièce qui sert d'appartement à un humain nommé Trevathan. Celui-ci sert de lecteur à Proximus César, le maître des lieux passionné d'histoire romaine. Trevathan raconte alors à Mae que Proximus inculque les paroles de César aux singes et s'attribue son héritage. Il veut découvrir les trésors qui se trouvent derrière la porte du bunker. Il la fait marteler depuis des mois sans succès. Mae connait ce bunker. C'est là que le gouvernement humain s'est réfugié à l'époque de la chute de l'humanité. Il contient de la technologie ancienne que convoite également Mae,.
Noa est invité à la table de Proximus. Il y apprend par la bouche de son hôte que les humains du passé avaient beaucoup évolué et détenaient de nombreuses connaissances. Mae et d'autres hommes se rendaient au bunker quand ils ont été attaqués par les pillards. Ils furent tués par les singes de Proximus. Seule Mae en réchappa. Proximus comprit en récupérant les plans des humains morts qu'il pouvait bâtir, grâce à l'ancienne technologie du bunker, un royaume pour les singes. Le soir venu, Noa grimpe jusque chez Mae. Il sait désormais qu'elle ne sert que ses intérêts, mais le projet de l'humaine peut lui servir. Tous deux redescendent jusqu'à la digue et, avec l'aide de Soona et d'Analya, ils y disposent des explosifs. Trevathan les y rejoint pour les en empêcher. Mae tente de le convaincre de la justesse de sa cause, mais le vieil homme, satisfait de sa condition, veut les dénoncer. Mae se jette alors sur lui, l'étrangle puis se débarrasse de son cadavre sous le regard horrifié des trois singes,.
Le groupe escalade ensuite une falaise verticale vers l'entrée cachée. À l'intérieur, Mae découvre une réserve d'armes et récupère son « livre », qui est en réalité une clé de déchiffrement d'un satellite. Pendant ce temps, les singes découvrent des livres d'images dans le bunker, qui décrivent les humains comme l'espèce autrefois dominante avant les singes, ce qui les amène à se méfier de Mae,.
Les quatre comploteurs longent ensuite la côte puis grimpent une falaise. Noa porte Mae sur son dos. Ils arrivent à une immense bouche d'aération qui leur permet de rentrer dans le bunker. À l'intérieur, Mae parvient à rétablir le système d'éclairage. Dans une pièce, les trois singes découvrent une poupée humaine et un livre montrant des singes tenus en cage dans un zoo. Mae de son côté, récupère un revolver et le disque dur qu'elle est venue chercher. Ils se rejoignent après à la porte du bunker que Mae parvient à ouvrir de l'intérieur. Ils tombent alors nez à nez avec Proximus, ses hommes et le clan des aigles. Le chef singe reproche aussitôt à Noa d'avoir trahi les siens en s'alliant à une humaine. L'un de ses seconds, Lightning, s'empare de Soona et s'apprête à l'égorger en représailles. Mae dégaine immédiatement son arme, tire sur le singe menaçant, puis profite de la panique pour quitter les lieux et déclencher les explosifs,.

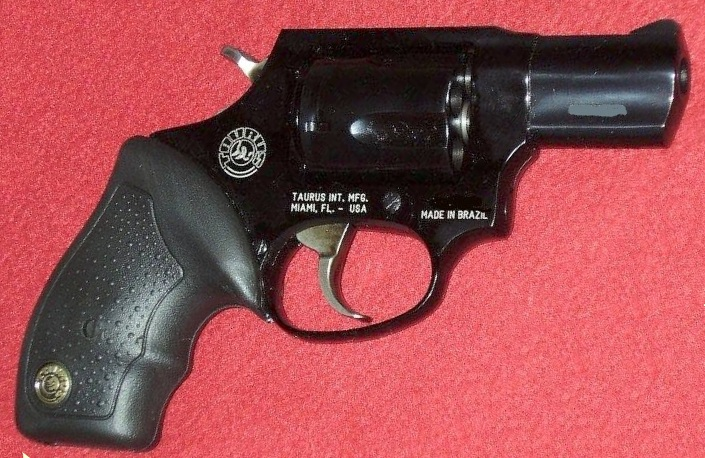
Un revolver Taurus 85 identique à celui que Mae utilise pour tuer Lightning.

La retenue d'eau pénètre sur la plage puis commence à s'engouffrer dans le bunker. Noa ordonne aux membres de son clan de se réfugier en hauteur. Proximus et ses hommes les imitent. Durant l'escalade, le gorille Sylva décide d'en finir avec Noa, mais le chimpanzé plus agile s'engouffre dans un réseau de canalisation. Plus massif, Sylva est coincé et se noie. Noa rejoint alors ses amis de l'autre côté de la bouche d'aération. Furieux d'avoir tout perdu, Proximus le roue de coups. Proche de la fin, Noa entonne alors le chant des aigles qui attire l'attention de l'aigle de son père. Aidé par d'autres aigles, celui-ci attaque le tyran et ils le font chuter de la falaise,.
Le clan des aigles quitte les lieux et retourne dans leur village qu'ils commencent à rebâtir. Mae passe alors dire au-revoir à Noa. Celui-ci lui reproche aux humains d'être mauvais. Mae lui répond qu'elle n'a fait que reprendre ce qui appartenait aux siens. Noa se demande alors si Raka avait raison de penser que singes et humains pouvaient vivre côte à côte. Mae chevauche ensuite jusqu'à une ancienne base radar. Là, elle remet à un groupe d'humains civilisés le disque dur. Celui-ci leur permet de configurer une antenne qui leur permet de rentrer en contact avec d'autres humains situés à Fort Wayne, dans l'Indiana. De son côté, Noa emmène Soona regarder à travers le télescope qu'il a précédemment découvert,,.

## Fiche technique
Sauf indication contraire, les informations mentionnées dans cette section peuvent être confirmées par les bases de données cinématographiques IMDb et Allociné,  présentes dans la section « Liens externes ».
- Titre original : Kingdom of the Planet of the Apes
- Titre français : La Planète des singes : Le Nouveau Royaume
- Titre québécois : Le Royaume de la Planète des singes[6]
- Réalisation : Wes Ball
- Scénario : Patrick Aison, Josh Friedman, Rick Jaffa et Amanda Silver, d'après les personnages créés par Pierre Boulle, Rick Jaffa et Amanda Silver[7]
- Musique : John Paesano
- Direction artistique : Carlo Crescini, Tony Drew, Vaughan Flanagan, Ian Gracie, Jenny Hitchcock et Dale Mackie
- Décors : Daniel T. Dorrance
- Costumes : Mayes C. Rubeo
- Maquillage : Jennifer Lamphee, Beth Halsted
- Coiffure : Jennifer Lamphee
- Photographie :  Gyula Pados
- Son : Ai-Ling Lee, Andy Nelson, Tobias Poppe, Griffin Saunders, Luke Schwarzweller, Mark van Kool
- Montage : Dirk Westervelt et Dan Zimmerman
- Production : Wes Ball, Joe Hartwick Jr., Rick Jaffa, Jason Reed et Amanda Silver
  - Production déléguée : Peter Chernin et Jenno Topping
- Sociétés de production :
  - États-Unis : Jason T. Reed Productions, Oddball Entertainment et 20th Century Studios
  - Australie : Disney Studios Australia
- Société de distribution : Walt Disney Studios Motion Pictures (États-Unis, Canada) ; The Walt Disney Company France (France)
- Budget : 165 millions de $[8]
- Pays de production :  États-Unis,  Australie
- Langue originale : anglais
- Format : couleur — Digital — 2,39:1 (Panavision) — son Dolby Digital / 12-Track Digital Sound / Dolby Atmos / IMAX 6-Track / Dolby Surround 7.1
- Genre : science-fiction, action, aventure
- Durée : 145 minutes[9]
- Dates de sortie :
  - France, Belgique, Suisse romande : 8 mai 2024[10],[11],[12]
  - États-Unis, Québec : 10 mai 2024[6]
  - Australie : 23 mai 2024
- Classification :
  - États-Unis : accord parental recommandé, film déconseillé aux moins de 13 ans (PG-13 - Parents Strongly Cautioned)[N 2]
  - Australie : recommandé pour les personnes de plus de 15 ans (M - Mature)
  - France : tous publics[13]
  - Belgique : potentiellement préjudiciable jusqu'à 12 ans (Mogelijk schadelijk voor kinderen onder de 12 jaar)[11],[14]
  - Suisse romande : interdit aux moins de 12 ans[15]
  - Québec : tous publics - déconseillé aux jeunes enfants (G - General Rating)[6]

## Distribution
Sauf indication contraire, les informations mentionnées dans cette section peuvent être confirmées par la base de données cinématographiques IMDb,  présente dans la section « Liens externes ».
- Owen Teague (VF : Aurélien Raynal ; VQ : Charles Sirard Blouin) : Noa
- Freya Allan (VF : Emmylou Homs ; VQ : Ludivine Reding) : Nova / Mae
- Kevin Durand (VF : Gilles Morvan ; VQ : Tristan Harvey) : Proximus César
- Peter Macon (VF : Thierry Desroses ; VQ : Normand D'Amour) : Raka
- William H. Macy (VF : Jean-François Vlérick ; VQ : Jacques Lavallée) : Trevathan
- Eka Darville (VF : Rody Benghezala ; VQ : Christian Perrault) : Sylva
- Travis Jeffery (VF : Antoine Ferey ; VQ : Philippe Vanasse-Paquet) : Anaya
- Lydia Peckham (VF : Jaynélia Coadou ; VQ : Léa Roy) : Soona
- Neil Sandilands (VF : Éric Herson-Macarel ; VQ : Thiéry Dubé) : Koro
- Ras-Samuel Welda'abzgi (VF : Florent Pochet ; VQ : Martin Rouette) : Lightning
- Sara Wiseman (VF : Carole Franck ; VQ : Sarah Desjeunes) : Dar
- Kaden Hartcher :	Oda / Rust
- Karin Konoval : Maurice
- Andy McPhee : vénérable ancien
- Nina Gallas : enfant 1
- Samuel Falé : enfant 2
- Dichen Lachman : Korina

- Version française réalisée par Dubbing Brothers sous la direction artistique d'Hervé Rey[16].
- Version québécoise réalisée par Difuze sous la direction artistique de Maël Davan-Soulas[17].

Sources doublage : Doublage Québec , RS Doublage et carton de doublage présent dans l'édition DVD de 2024.

Photos des principaux interprètes.
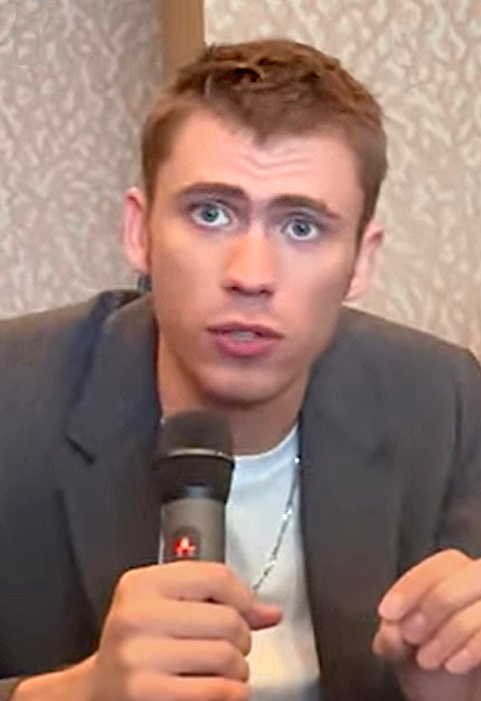
Owen Teague en 2024.
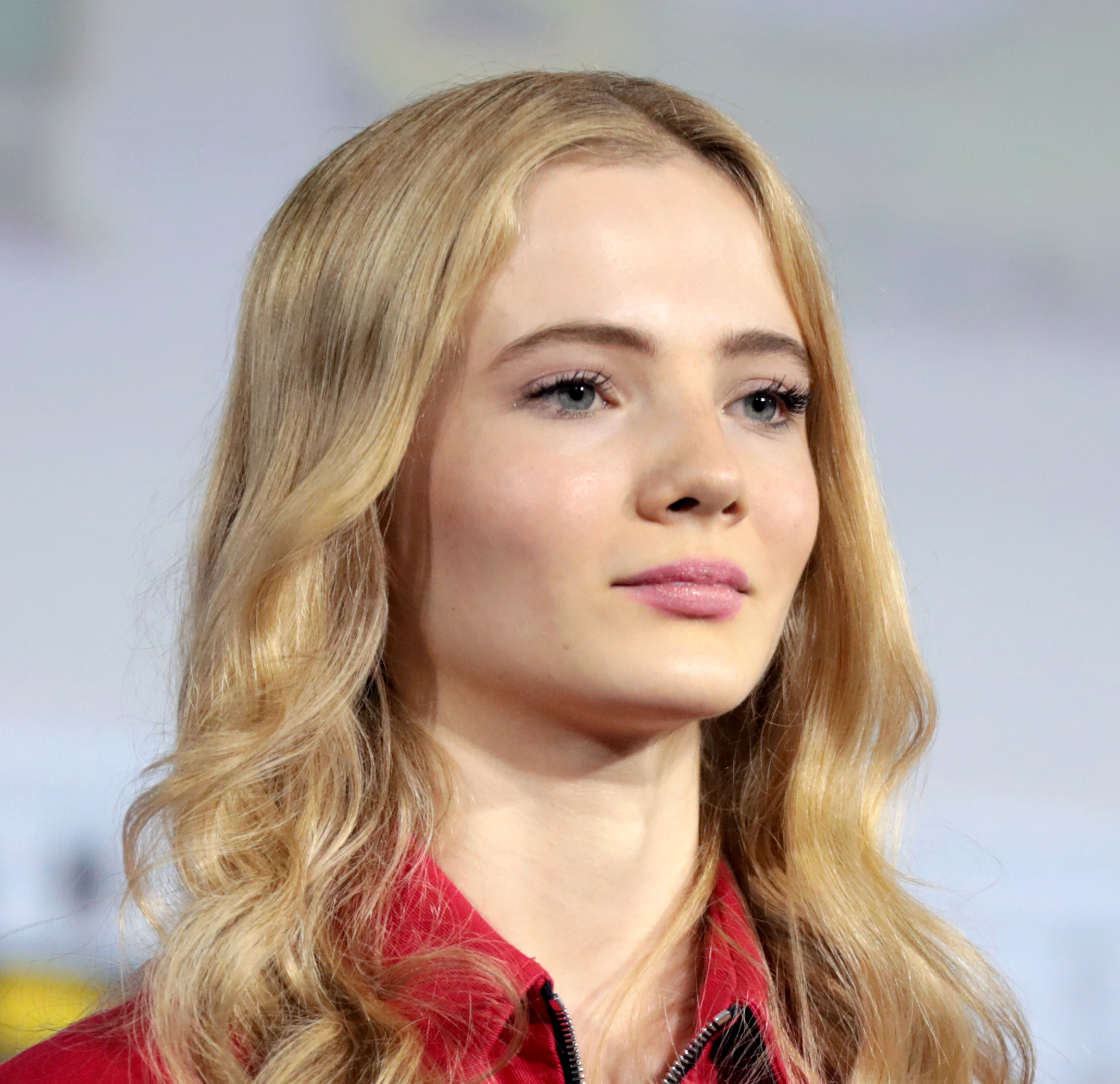
Freya Allan en 2019.
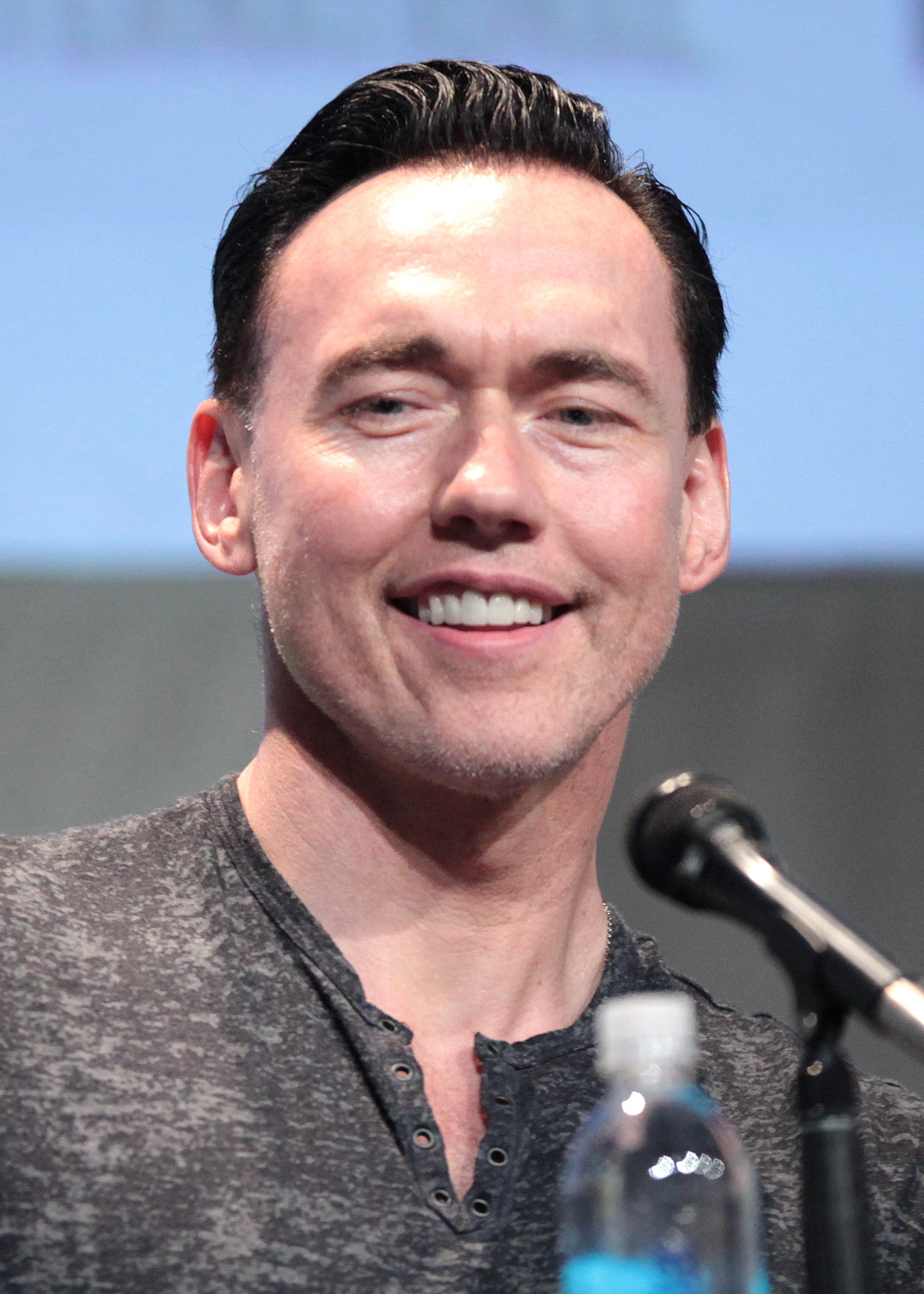
Kevin Durand en 2015.
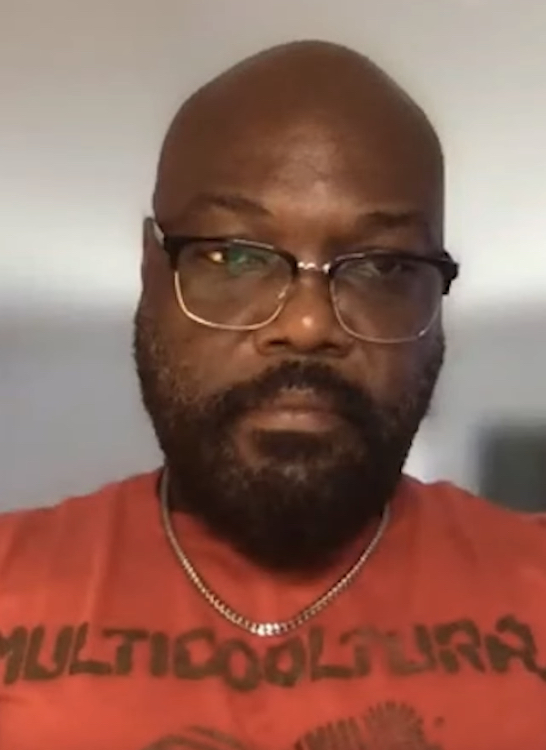
Peter Macon en 2022.
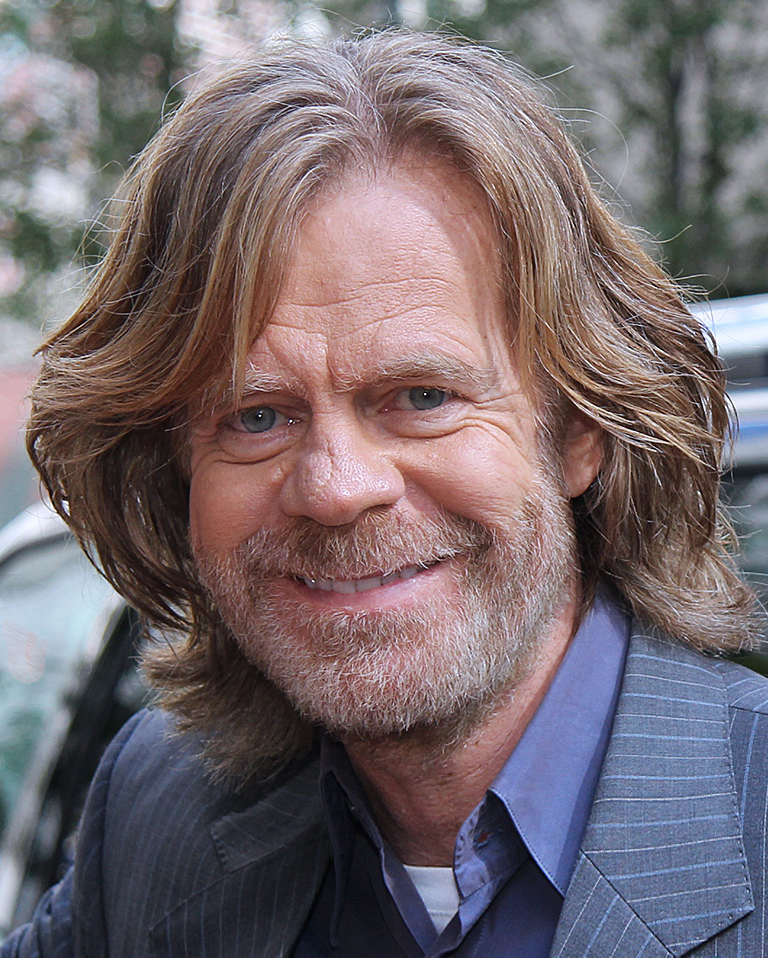
William H. Macy en 2012.
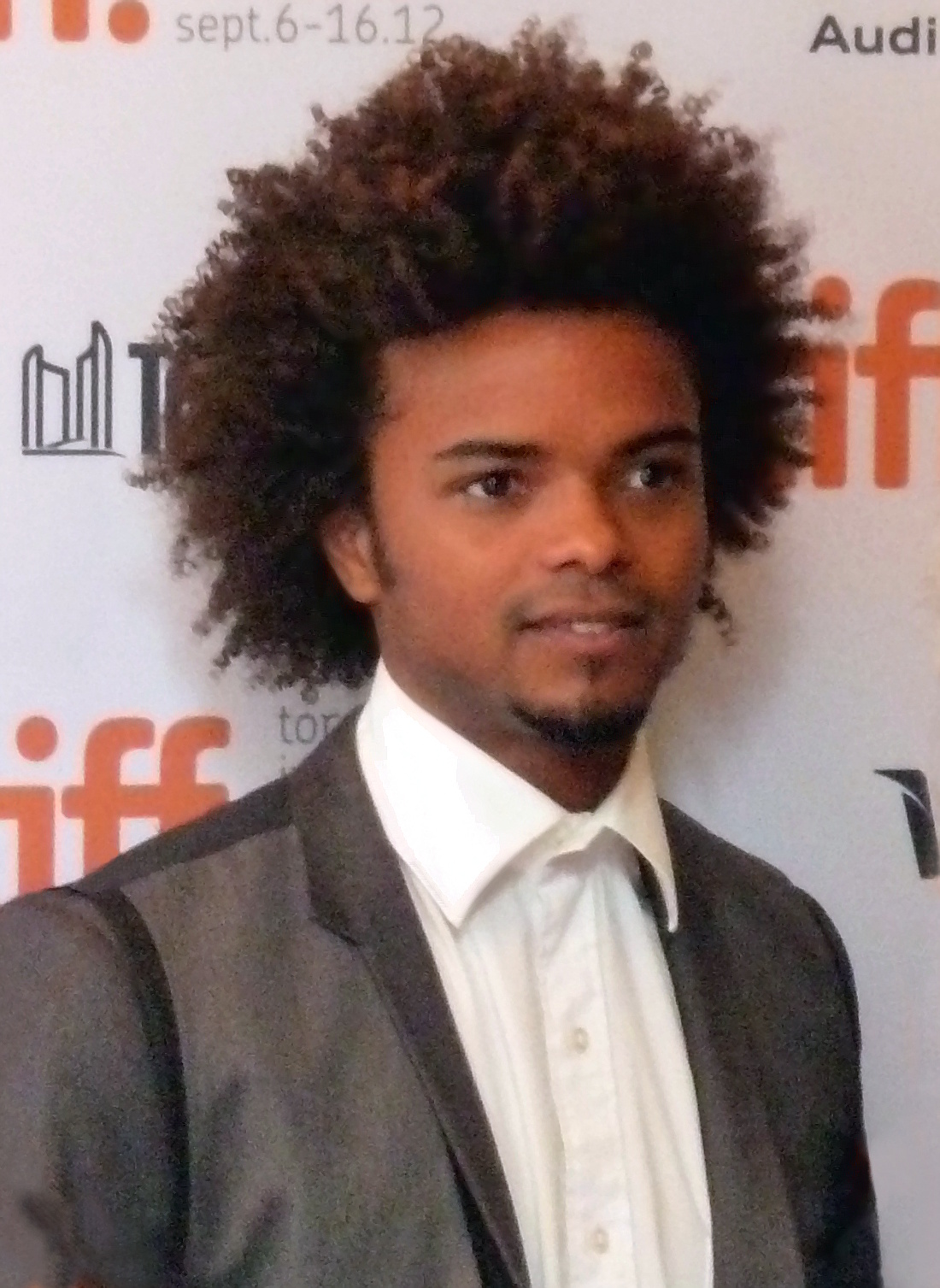
Eka Darville en 2012.

## Production

### Développement
Initiée en 1968, la saga La Planète des singes renaît pour la deuxième fois sur les écrans de cinéma en août 2011 avec le film La Planète des singes : Les Origines. Ce film est bien accueilli par la critique et franchit le seuil des 175 millions de dollars aux États-Unis. Fort de ce succès le studio 20th Century Fox produit un deuxième film baptisé La Planète des singes : L'Affrontement (2014). Le deuxième film est à son tour un succès commercial avec 208 millions de dollars aux États-Unis. Le tournage d'un troisième film titré La Planète des singes : Suprématie débute le 14 octobre 2015,.
En octobre 2016, lors d'un entretien, Matt Reeves, le réalisateur des deux derniers opus de la saga, déclare avoir des idées pour un quatrième film. En 2017, peu après la sortie de Suprématie, Matt Reeves et son coscénariste Mark Bomback s'expriment sur l'avenir de la franchise. Matt Reeves déclare que le personnage de Méchant Singe incarné par Steve Zahn pourrait permettre de développer l'univers au-delà du personnage central des trois premiers films : César. Mark Bomback indique qu'« il ne reste probablement qu'un seul grand chapitre à raconter » celui qui montre comment César « est devenu une sorte de Moïse du monde des singes ». Le scénariste suggère que la suite pourrait se dérouler des centaines d'années après Suprématie.
En mars 2019, la Walt Disney Company achète Fox qu'elle rebaptise 20th Century Studios et commence l'exploitation des principales licences du studio dont La Planète des singes. Un nouveau film pour la franchise est ensuite rapidement confirmé en août par Bob Iger, le président exécutif de Disney. Il indique en effet à ses actionnaires que le prochain film sera bien une suite et pas un nouveau redémarrage. Les producteurs des trois derniers films de la franchise, Peter Chernin et Jenno Topping sont confirmés à leurs postes pour assurer une certaine continuité.

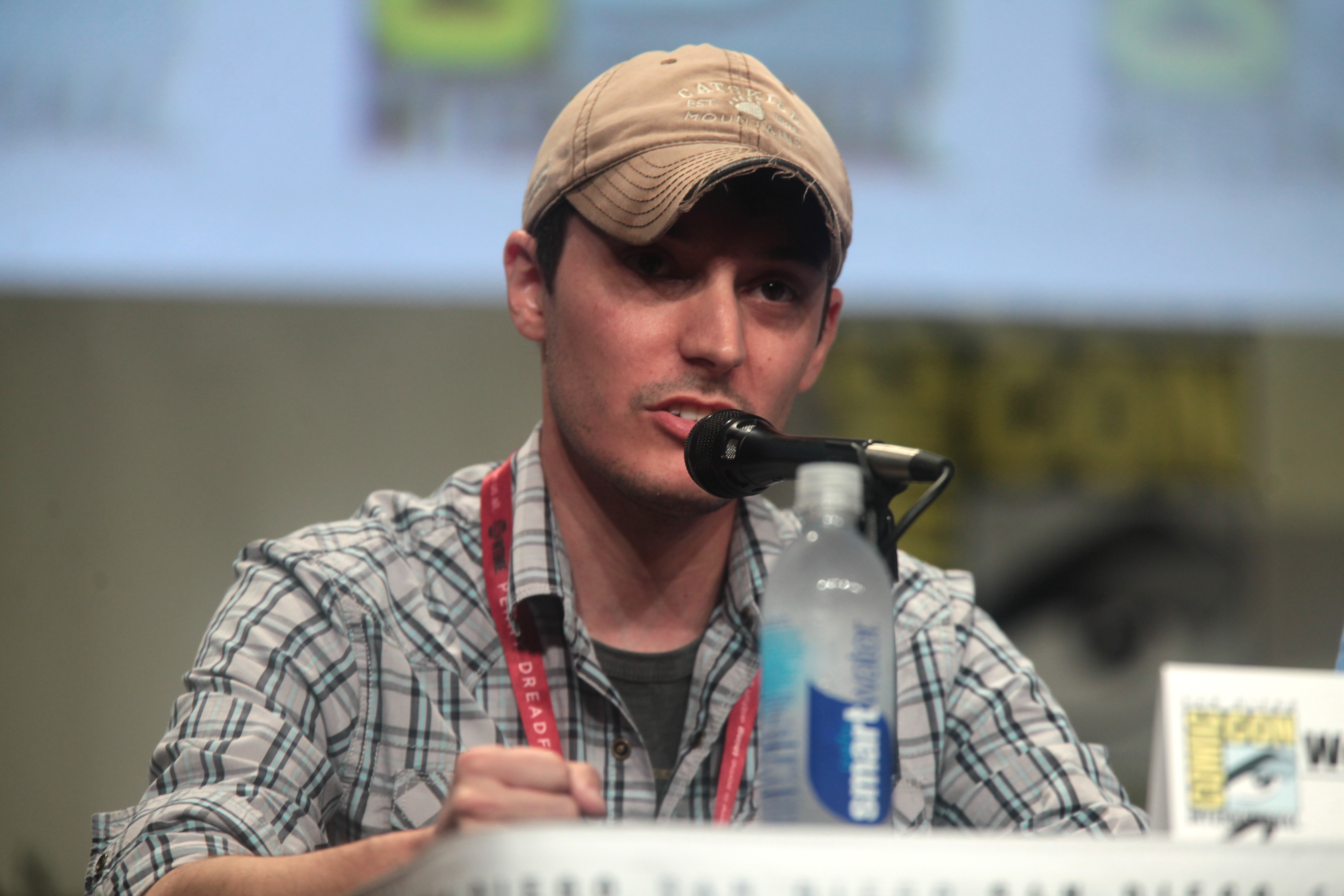
Le réalisateur Wes Ball au Festival de bande dessinée de San Diego, le 25 juillet 2014.

En décembre de la même année, Wes Ball, le réalisateur de la trilogie Le Labyrinthe (2014-2018) est choisi pour diriger le film. Ce dernier travaillait pour la Fox sur un projet d'adaptation de la bande dessinée Légendes de la garde que Disney venait d'annuler,. En février 2020, le réalisateur confirme à son tour que son film fera suite à la trilogie sur César. Le chef décorateur Daniel Dorrance est à son tour recruté. Il a travaillé aux côtés de Wes Ball sur Le Labyrinthe : La Terre brûlée (2015), Le Labyrinthe : Le Remède mortel (2018) et sur le projet Légendes de la garde. Josh Friedman est ensuite engagé pour écrire le scénario avec comme relecteurs Wes Ball, Rick Jaffa et Amanda Silver, les scénaristes de La Planète des singes : Les Origines,. Friedman, Jaffa et Silver avaient déjà collaboré pour l'écriture du film Avatar : La Voie de l'eau (2022) de James Cameron. C'est d'ailleurs Jaffa et Silver qui ont proposé le nom de Friedman aux producteurs.
La mort de César à la fin de Suprématie impose aux scénaristes la création de nouveaux personnages. Wes Ball ne souhaite pas mettre en scène les aventures de Cornélius, le fils de César, car l'ombre des trois précédents films serait trop présente. Les scénaristes décident alors de faire un saut dans le temps de trois cents ans. Le monde des singes reste le même mais cela permet de découvrir ce qu'est devenu l'héritage de César, ce que sont devenus les singes et les humains. Selon Wes Ball, cela apporte de la « fraîcheur à l'intrigue ».
À la fin de Suprématie, les êtres humains perdent l'usage de leurs cordes vocales à cause d'un virus. Ils redeviennent ensuite des sortes de créatures sauvages. Il n'était cependant pas possible d'en faire comme l'indique Wes Ball des personnages qui « suivent les singes partout comme des chiens errants ». L'idée est de les voir du point de vue de Noa qui les connaît d'abord comme des chapardeurs et des nuisibles, puis découvre qu'ils sont plus que cela. Les scénaristes renversent le processus d'anthropomorphisme.
En mars 2022, Steve Asbell, président de 20th Century Studios, explique au magazine The Hollywood Reporter que le scénario est en cours de finalisation et évoque un tournage pour la « fin de l'été ou le début de l'automne » 2022,. Patrick Aison, l'auteur du scénario de Prey (2022), rejoint alors l'équipe de scénaristes pour les dernières réécritures. En juin, le scénario est validé par Disney qui le trouve si bon que le studio prévoit désormais une nouvelle série de films. Ball et ses scénaristes pensent en faire le premier chapitre d'une nouvelle trilogie. En septembre, le titre du film est dévoilé, il s'agit de Kingdom of the Planet of the Apes,.
Wes Ball a pu s'entourer de beaucoup d'artistes pour réaliser les dessins conceptuels. Ils ont beaucoup travaillé sur des paysages de ruines recouverts par la végétation. Les artistes conçoivent des décors florissants où la nature reprend ses droits. Il reste cependant des vestiges de la civilisation humaine que Ball interprète comme « un fantôme qui reste en suspens ».

### Attribution des rôles
En août 2022, le nom de l'acteur principal est dévoilé. Il s'agit d'Owen Teague, notamment connu pour son rôle dans le film d'horreur Ça (2017). Le nom de son personnage n'est pas indiqué, mais la production précise qu'il interprétera un singe en capture de mouvement. En septembre, c'est le nom de deux autres acteurs qui sont dévoilés. Il s'agit de Freya Allan, l'interprète de Ciri dans la série fantastique The Witcher et Peter Macon de la série de science-fiction The Orville. Sept autres noms sont ensuite révélés en octobre : Eka Darville de la série super-héroïque Jessica Jones (2015-2019), Kevin Durand de la série horrifique Locke & Key (2020-2022), Travis Jeffery de la série pour adolescents Hartley, cœurs à vif, Neil Sandilands de la série de science-fiction Sweet Tooth, Sara Wiseman de la série de suspense Qui ment ?, Ras-Samuel Welda’abzgi de la série dramatique The Clearing et Lydia Peckham de la série de science-fiction Cowboy Bebop (2021),,. En 2023, en janvier, William H. Macy, l'acteur principal de la série dramatique Shameless (2011-2021), est confirmé à la distribution. En février, c'est au tour de l'actrice Dichen Lachman de la série dramatique Severance d'être ajoutée à la distribution.

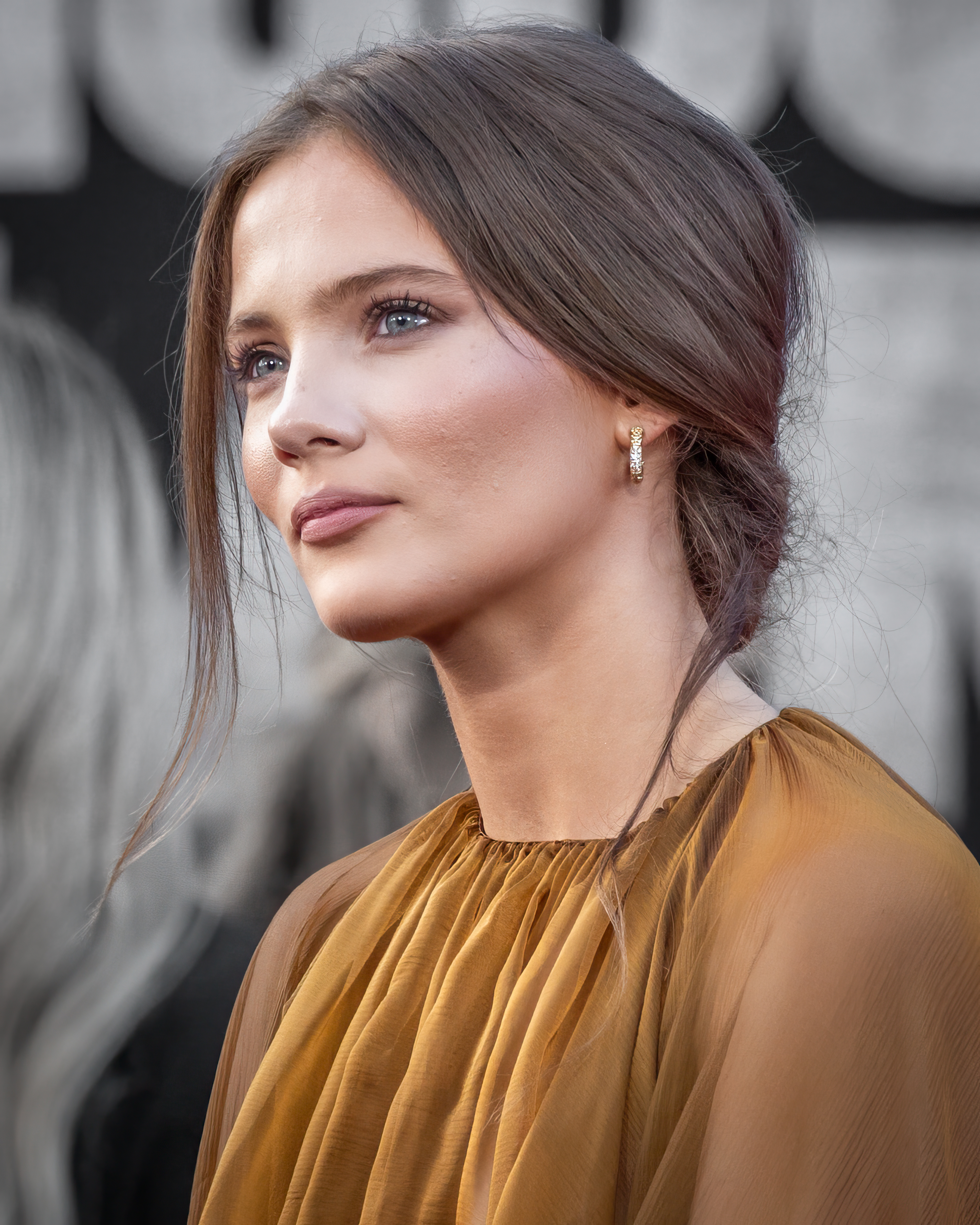
L’actrice Freya Allan lors de la première mondiale du film à Los Angeles le 2 mai 2024.

Owen Teague est choisi par la régisseuse de distribution Debra Zane qui lui avait déjà confié un rôle dans la série dramatique Bloodline (2015-2017). Comme le reste des acteurs interprétant des singes, Teague a joué son personnage en justaucorps de capture de mouvements pour être remplacé en postproduction par des effets spéciaux numériques. Il a échangé avec Andy Serkis, l'acteur ayant interprété César lors des trois précédents films de la saga simiesque. Celui-ci lui dit « Tu t’habitueras à [la capture de performance] et tu arrêteras de t’en inquiéter après la première semaine »,.
La production a demandé aux acteurs devant interpréter des singes d'aller à un « camp d'entraînement pour singes ». Ils ont été vêtus de costumes de singes pour mieux entrer dans leur rôle. Alain Gauthier, un ancien gymnaste, trampoliniste et artiste du Cirque du Soleil, entraîne alors les acteurs à chorégraphier leurs mouvements pour qu'ils deviennent de vrais singes,. La formation dure huit semaines. Les acteurs travaillent notamment l'anatomie et les postures mais aussi la voix. Kevin Durand qui interprète Proximus travaille de nombreuses heures sur la voix de son personnage pour qu'elle soit celle d'un singe qui tente d'imiter la manière de parler des humains. Owen Teague et les autres interprètes du clan des aigles en profitent pour développer la culture, les lois et la vie en société de leur clan

### Tournage
Le tournage débute le 9 octobre 2022 dans les Disney Studios Australia, en Nouvelle-Galles du Sud. Le gouvernement australien finance une partie du film à hauteur de 17 000 000 de dollars australiens. Le film emploie 400 personnes dans le pays. Le tournage se termine le 15 février 2023. Le réalisateur Wes Ball utilise le plus possible de décors naturels. Cela permet selon lui d'obtenir plus de spontanéité. Beaucoup de décors sont réalisés par l'équipe artistique et non pas générés par ordinateur, ce qui devient la norme des films à gros budget. La scène du nid d'aigle, qui se déroule en haut d'une construction, est entièrement bâtie en studio avec quatre étages de rondins attachés ensemble. Ball utilise des caméras anamorphiques, ce qui est inédit dans la série de films. Il souhaite ainsi que cela donne un côté « sale » au film. Il veut que cela ressemble à un film des années 1970.

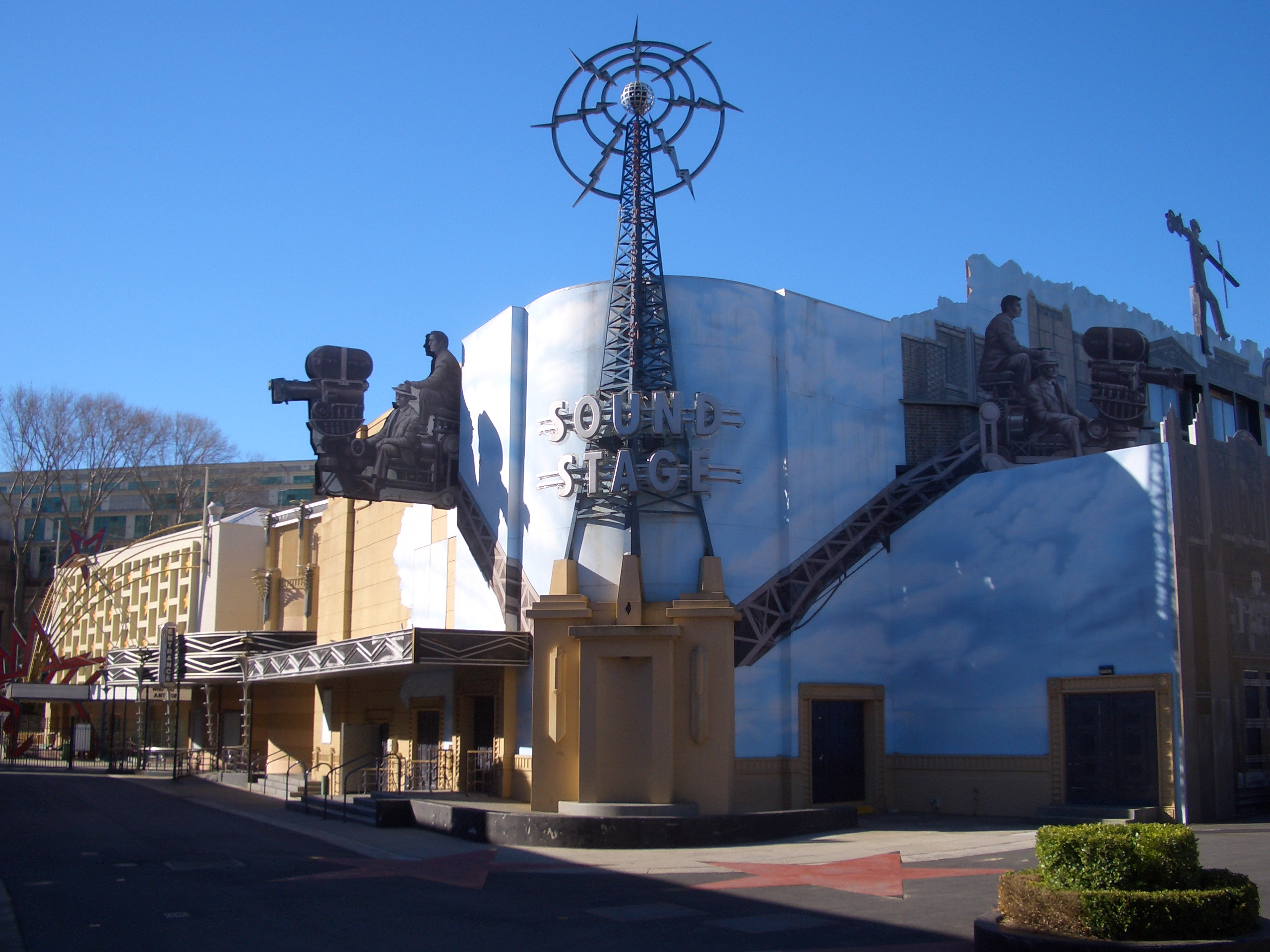
Les studios Disney d'Australie en août 2007.

Les acteurs interprétant les singes sont équipés de justaucorps de capture de mouvements devant des décors naturels ou des écrans verts comme par exemple les acteurs du film Avatar : La Voie de l'eau (2022),. Ils sont également munis d'une petite caméra qui capte leurs expressions faciales. D'autres caméras infrarouges sont également cachées sur le plateau derrière des objets ou des feuilles pour capter les mouvements des acteurs. Pour les besoins de la post-production numérique, les scènes sont généralement tournées en deux fois, la première avec les acteurs et la seconde sans. Cela ne permet pas au réalisateur d'avoir de la spontanéité dans les mouvements de caméra. Wes Ball trouve ce processus « hyper dur ». En revanche, les producteurs n'ont pas souhaité beaucoup utiliser la technologie du plateau numérique popularisé par la série The Mandalorian (2019-2023) et qui permet de simuler le décor en temps réel grâce à des écrans à cristaux liquides placés sur tout le tour du plateau de tournage.

### Post-production
C'est la société Weta qui réalise les effets spéciaux, comme pour les trois précédents films de la série. Pour le superviseur des effets spéciaux Erik Winquist, le film a apporté de nombreux défis techniques, notamment pour les scènes avec « des singes mouillés ». Winquist indique que les animateurs devaient savoir « comment l'eau affecte le pelage et comment le pelage réagit dans l'eau ». Heureusement, Weta a précédemment travaillé sur ces défis pour le film Avatar : La Voie de l'eau (2022). Winquist a donc exploité « une grande partie de l'expérience et de la technologie d’Avatar pour ce nouveau film »,. Bien que Wes Ball tourne au maximum en décors naturels ou en plateau, 30 à 40 minutes du film sont entièrement réalisées en images de synthèse. Il pense cependant que les spectateurs ne seront pas en mesure de deviner quelles sont ces scènes.
Le réalisateur décrit son film comme un puzzle. Durant le tournage, il a créé de nombreuses pièces qu'il n'a pu imbriquer que durant les quatre dernières semaines, lors de la phase de postproduction.

### Bande originale
John Paesano est choisi comme compositeur du film. Il s'agit de sa quatrième collaboration avec Wes Ball après avoir travaillé sur la trilogie de films Le Labyrinthe (2014-2018). Il commence son travail alors que la plupart des effets spéciaux n'ont pas été réalisés. Paesano puise donc son inspiration dans les émotions des personnages plutôt que sur des visuels. Le réalisateur Wes Ball lui demande de ne pas faire une partition trop présente. Il souhaite qu'elle ait une fonction de « soutien ».
Paesano souhaite avoir un rendu organique avec, par exemple, un piano désaccordé et imparfait. Paesano explique que « l'idée est d'utiliser des instruments pouvant exister dans le monde dans lequel les personnages évoluent, et peut-être que ce piano est resté dans une école depuis 300 ans et qu'ils sont tombés dessus ». Il a trois principaux thèmes : un pour la découverte du monde par les humains et les singes, un pour le clan des aigles et un pour Noa ». Pour Noa, Paesano a voulu représenter l'innocence du personnage par un thème constitué de peu d’instruments. Sur la bande originale, le thème de Noa se nomme Together Strong. Ce morceau est empreint d'espoir mais pas de bonheur. Au fil de la partition et de l'évolution de Noa, son thème s'enrichit et culmine au moment où il fait s'évader le clan de l'Aigle.
La partition de Paesano comprend le morceau Human Hunt, qui est un hommage à The Hunt du compositeur Jerry Goldsmith, responsable de la bande originale de La Planète des singes (1968). Il conserve notamment le cor d'harmonie et les percussions utilisés par Goldsmith. Il utilise pour ces dernières des fûts industriels.
La bande originale est disponible en téléchargement le 10 mai 2024. Elle est plutôt bien accueillie, notamment, car elle fait le lien avec les partitions précédentes de la saga, notamment la musique sereine de Michael Giacchino et les sons étranges du premier film orchestré par Jerry Goldsmith. Quelques nouveaux thèmes se détachent positivement de la partition. Il y a Discovery qui mélange quelques notes de piano à des voies et des cordes pour obtenir un motif tranquille et plein d'espoir qui annonce l'épique. Together Strong, le thème doucement noble de Noa mêle au début des instruments à vent à des bois. Ils sont ensuite rejoints par des cordes et des cuivres pour développer un crescendo emphatique. Ape Aquatics accompagne la scène d'action finale avec des cordes frénétiques et des percussions martelantes. La tension du début du morceau cède ensuite la place à l'héroïsme pour finir par une interprétation triomphale du thème du clan des aigles.
| Liste des morceaux | Liste des morceaux            | Liste des morceaux | Liste des morceaux | Liste des morceaux | Liste des morceaux | Liste des morceaux | Liste des morceaux | Liste des morceaux | Liste des morceaux |
| No                 | Titre                         | Durée              |                    |                    |                    |                    |                    |                    |                    |
| ------------------ | ----------------------------- | ------------------ | ------------------ | ------------------ | ------------------ | ------------------ | ------------------ | ------------------ | ------------------ |
| 1.                 | Discovery                     | 6:31               |                    |                    |                    |                    |                    |                    |                    |
| 2.                 | The Climb                     | 3:01               |                    |                    |                    |                    |                    |                    |                    |
| 3.                 | Maybe Echo                    | 2:10               |                    |                    |                    |                    |                    |                    |                    |
| 4.                 | Eagle Clan                    | 3:52               |                    |                    |                    |                    |                    |                    |                    |
| 5.                 | We Have Good Rain             | 2:04               |                    |                    |                    |                    |                    |                    |                    |
| 6.                 | Broken                        | 2:47               |                    |                    |                    |                    |                    |                    |                    |
| 7.                 | Marauders in the Mist         | 3:45               |                    |                    |                    |                    |                    |                    |                    |
| 8.                 | For Caesar                    | 4:27               |                    |                    |                    |                    |                    |                    |                    |
| 9.                 | Noa's Purpose                 | 4:12               |                    |                    |                    |                    |                    |                    |                    |
| 10.                | The Valley Beyond             | 1:44               |                    |                    |                    |                    |                    |                    |                    |
| 11.                | I Am Raka                     | 5:21               |                    |                    |                    |                    |                    |                    |                    |
| 12.                | Memories of Home              | 3:50               |                    |                    |                    |                    |                    |                    |                    |
| 13.                | Caesar's Compassion           | 2:07               |                    |                    |                    |                    |                    |                    |                    |
| 14.                | She Is Different              | 3:03               |                    |                    |                    |                    |                    |                    |                    |
| 15.                | They Are Like You             | 3:34               |                    |                    |                    |                    |                    |                    |                    |
| 16.                | Human Hunt                    | 4:44               |                    |                    |                    |                    |                    |                    |                    |
| 17.                | New Weapon                    | 5:15               |                    |                    |                    |                    |                    |                    |                    |
| 18.                | A Kingdom for Apes            | 3:41               |                    |                    |                    |                    |                    |                    |                    |
| 19.                | What a Wonderful Day          | 3:29               |                    |                    |                    |                    |                    |                    |                    |
| 20.                | Apes Will Learn, I Will Learn | 3:49               |                    |                    |                    |                    |                    |                    |                    |
| 21.                | Together Strong               | 3:10               |                    |                    |                    |                    |                    |                    |                    |
| 22.                | Very Clever Apes              | 7:57               |                    |                    |                    |                    |                    |                    |                    |
| 23.                | Simian Summit                 | 3:31               |                    |                    |                    |                    |                    |                    |                    |
| 24.                | A Past Discovered             | 5:44               |                    |                    |                    |                    |                    |                    |                    |
| 25.                | Cannot Trust a Human          | 5:21               |                    |                    |                    |                    |                    |                    |                    |
| 26.                | Ape Aquatics                  | 3:57               |                    |                    |                    |                    |                    |                    |                    |
| 27.                | It Was Ours                   | 4:40               |                    |                    |                    |                    |                    |                    |                    |
| 28.                | We Will Rebuild               | 4:03               |                    |                    |                    |                    |                    |                    |                    |
| 29.                | A New Age                     | 2:08               |                    |                    |                    |                    |                    |                    |                    |
| 113:57             |                               |                    |                    |                    |                    |                    |                    |                    |                    |

## Accueil

### Promotion et sortie
La première bande-annonce et l'affiche du film sont dévoilées par 20th Century Studios le 2 novembre 2023,. La bande-annonce présente les nouveaux personnages de la saga : le héros chimpanzé Noa, la sauvage humaine Mae, le mentor orang-outan Raka et le tyrannique souverain simiesque Proximus César. Ce dernier fait d'ailleurs la couverture du magazine Empire pour son numéro de février 2024. Une seconde bande-annonce, plus longue, est diffusée à partir du 11 février 2024. Elle est accompagnée de trois affiches personnages : la première représente Noa, la deuxième Mae et la troisième Proximus César. Une troisième bande-annonce est dévoilée à partir du 1er avril 2024. Elle est centrée sur Mae, le personnage humain interprété par Freya Allan. 20th Century Studios accompagne cette diffusion de plusieurs clips. L'un d'eux présente l'orang-outan Raka, un autre met en avant le maléfique roi Proximus. Le 24 avril, en Californie, dans le cadre de la campagne de bouche à oreille électronique, trois cavaliers portant des costumes de singes sont envoyés par Steve Asbell, le président de 20th Century Studios, parcourir la plage de Venice à Los Angeles, puis le Champ de Crissy situé à l'est du pont du Golden Gate,. Le 26 avril, les trois mêmes cavaliers singes traversent le parc d'État Liberty avec en toile de fond l'île de Manhattan et la statue de la Liberté.

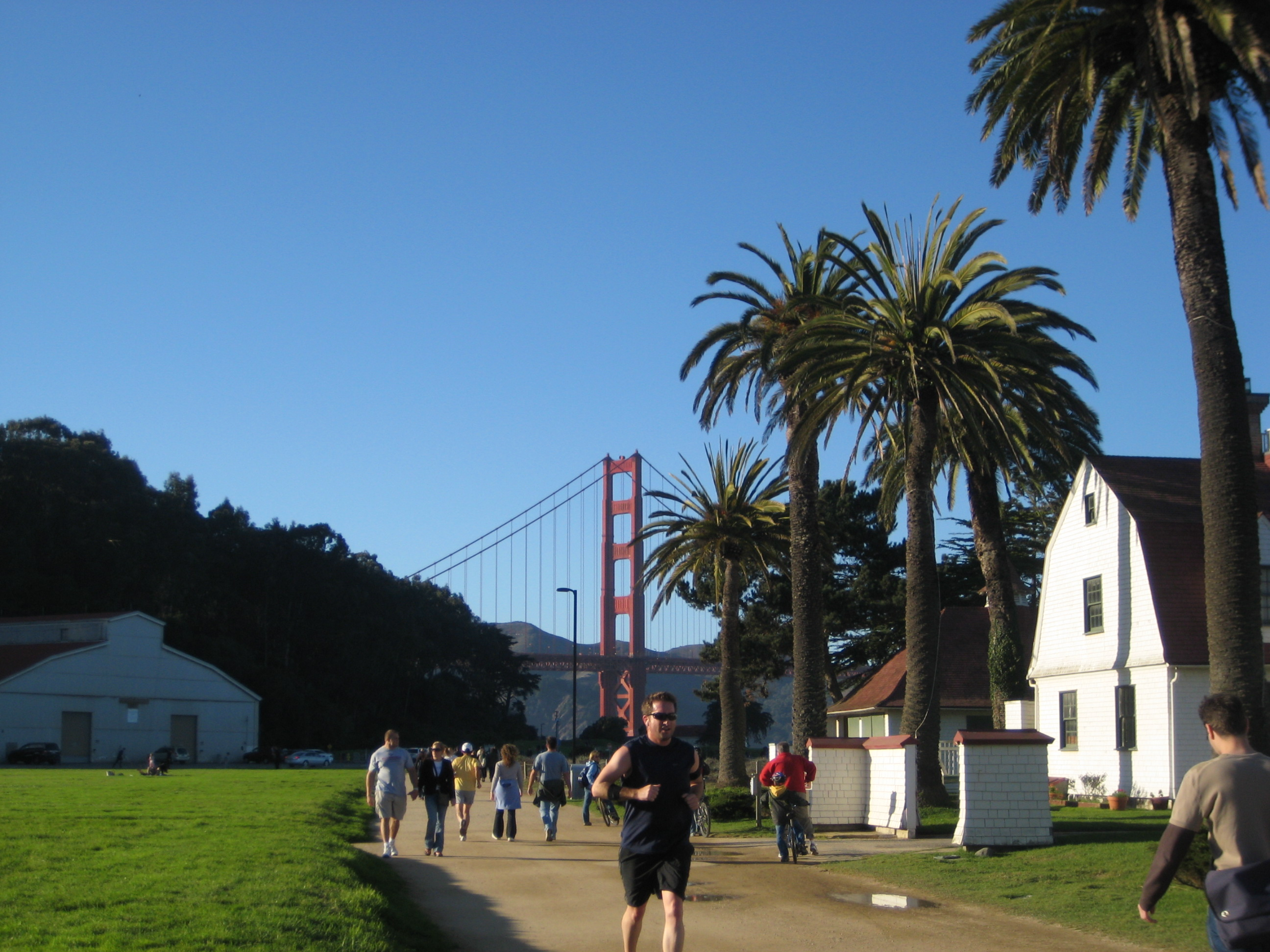
Le pont du Golden Gate photographié depuis le Champ de Crissy.

Une avant-première mondiale est organisée le 25 avril 2024 à Londres avec le producteur Joe Hartwick, le réalisateur Wes Ball et les acteurs Owen Teague, Freya Allan et Kevin Durand. Andy Serkis, acteur principal des trois précédents films de la saga, est également de l'évènement. L'avant-première américaine se tient à Hollywood au Chinese Theatre le 2 mai 2024. En plus du réalisateur Wes Ball, sont présents les producteurs Joe Hartwick et Jason Reed, les scénaristes Josh Friedman, Rick Jaffa et Amanda Silver, le compositeur John Paesano, le superviseur des effets spéciaux Erik Winquis et les acteurs Owen Teague, Freya Allan, Kevin Durand, Peter Macon, William H. Macy, Eka Darville, Travis Jeffery, Lydia Peckham, Neil Sandilands et Ras-Samuel Welda'abzgi.
D'abord annoncé pour le 24 mai 2024, le film est avancé de deux semaines pour éviter la concurrence de Furiosa de George Miller et de Garfield : Héros malgré lui qui sont également prévus pour la semaine du Memorial Day. Le 10 mai, il n'a comme concurrent que Back to Black, le film biographique sur Amy Winehouse.

### Accueil critique
Le film est bien accueilli par les critiques de cinéma. Sur le site Rotten Tomatoes, il obtient le score de 80 % pour un total de 316 critiques. Dans sa synthèse, le site indique que le travail du réalisateur Wes Bass est globalement apprécié. L'image, les effets visuels et les scènes d'actions ont aussi convaincu. Le scénario, lui, ne satisfait pas tous les critiques. Les acteurs sont plutôt appréciés. Dans son ensemble, le film parait trop long, trop générique et pas assez audacieux,. Le film dispose sur le site Metacritic d'une note plus faible de 66 % basée sur 57 avis. En France, il reçoit des critiques plutôt positives ; le site Allociné propose une note de 3,1 sur 5 à partir de l'interprétation de 23 titres de presse.
Aux États-Unis, Pete Hammond du site Deadline pense, qu'il y a encore de la vie sur La Planète des singes et  qu'il y a encore beaucoup de place pour qu'elle se développe. Spencer Perry du site comicbook.com trouve qu'il a passé un grand moment devant le film, même s'il y a des défauts mineurs. Il trouve le jeu d'Owen Teague très émouvant. Peter Macon, en orang-outan qui fait le lien avec l'héritage de César, interprète le meilleur personnage du film. Il trouve également que le Proximus César de Kevin Durand est un excellent antagoniste. Perry regrette cependant qu'il soit peu exploité à l'écran. Le principal défaut pour le critique est le final qu'il trouve « trop précipité ». Sans doute, selon lui, pour introduire des éléments pour une suite au film. David Rooney du magazine The Hollywood Reporter pense que Wes Ball sait « quand mettre le pied sur l'accélérateur dans un film sans pénurie d'adrénaline ». Son seul bémol est à propos du scénario dont il trouve que quelques points sont flous. Bilge Ebiri du magazine Vulture trouve le film génial. Il se demande cependant « pourquoi ce film de 145 minutes a attendu si longtemps pour nous faire un acte final aussi fascinant et passionnant ». Chris Bumbray du site JoBlo.com trouve la première moitié du film géniale. Il n'est en revanche pas convaincu par la seconde. Il trouve la dynamique entre Mae et Noa trop semblable à celle de Will et César dans La Planète des singes : Les Origines. Bumbray pressent que le film emmène une fois de plus la saga vers un conflit entre hommes et singes. Il juge cela inintéressant. Finalement, il juge le film « à peu près à égalité avec Les Origines, mieux que le remake de Tim Burton et La Bataille de la planète des singes, mais pas aussi bien que les films de Matt Reeves ou des films classiques des années 1960 et des années 1970 ». Charles Pulliam-Moore du site The Verge trouve que la trajectoire des personnages est prévisible et ne cherche pas à les approfondir. Elle semble plutôt poser des bases pour d'éventuelles suites.
En France, Christophe Caron du journal La Voix du Nord indique que la série de films « ne perd rien de sa puissante force évocatrice ». Pour Arnaud Combe du magazine Les Inrockuptibles, le film « offre un terrain fertile pour explorer les enjeux complexes de l’héritage de César et par extension celui de la saga »,. Antoine Desrues du site Écran Large le voit comme un film « élégant sur l’entropie inévitable de nos sociétés et de leurs idéologies ». Gaël Golhen du journal Ouest-France trouve qu'il s'agit d'un « grand film d'aventures multipliant les scènes d’action ébouriffantes » et d'un « film d’infiltration nerveux ». Pierre Lunn du magazine Première y voit également un film nerveux qui est « autant une réflexion politique qu’une véritable série B, fun et excitante ». Renaud Baronian pour Le Parisien, écrit que si la mise en place est trop longue, le film reste un grand spectacle de divertissement. Jacky Bornet de France Culture reproche un récit trop linéaire mais reconnaît qu'« on ne s’ennuie jamais sur les 2 h 25 du film »,. Pour Isabelle Danel du journal Le Nouvel Obs, le récit est « un peu réchauffé » mais « porte un message écologique de bon aloi ». Lelo Jimmy Batista du journal Libération trouve que malgré « des effets spéciaux monumentaux », le film « perd en consistance » par rapport aux précédents opus de la saga. Adam Sanchez du magazine GQ analyse qu'il s'agit d'un « récit d'apprentissage sans intensité et film de guerre manichéen qui avance en pilotage automatique, avec des personnages purement fonctionnels et une mécanique narrative bien tranquille ». Augustin Pietron-Locatelli du magazine Télérama pense lui, que le film est bavard et confus. Olivier De Bruyn du magazine Marianne ironise en indiquant que « la seule nouveauté de ce blockbuster que nous confessons ne pas avoir vu est probablement nichée dans son titre ».
Au Royaume-Uni, Peter Bradshaw du journal The Guardian indique que le film ne manque pas d'énergie ou de panache, cependant, selon lui, « l'histoire est emmêlée et artificielle et étrangement décevante ». Caryn James de la BBC reproche au dernier tiers du film de répéter La Planète des singes : Suprématie (2017). En effet, « une fois de plus, un chef impitoyable retient des singes prisonniers dans un dépôt d'armes abandonné. Cette fois, tout est rouillé par le temps et le dirigeant est Proximus au lieu du colonel interprété par Woody Harrelson, mais quand même ».
En Inde, Dishya Sharma pour le site CNN-News18 pense que le film ne propose pas une histoire intéressante et que son rythme est lent. Elle sauve quelques scènes du film, dont la meilleure pour elle, est celle où Noa, Mae et Raka affrontent les pillards. Elle salue aussi la musique de John Paesano qui aide à rehausser plusieurs scènes.

### Box-office
La Planète des singes : Le Nouveau Royaume est un succès commercial avec 397 378 150 dollars de recettes pour un budget de 165 millions de dollars. En France, avec 2 884 000 entrées, le film se classe en dixième position du box-office de l’année 2024 derrière le film de science-fiction Dune, deuxième partie (7e) mais devant Alien: Romulus (25e), Furiosa (33e), Borderlands (94e), Megalopolis (105e), Godzilla Minus One (140e) et L'Empire (201e).
| Pays       | Box-office (2024) | Classement de l'année (2024) |
| ---------- | ----------------- | ---------------------------- |
| Monde      | 397 378 150 US$   | 13e                          |
| France     | 2 487 931 entrées | 10e                          |
| États-Unis | 171 130 165 US$   | 12e                          |
| Chine      | 28 958 881 US$    |                              |

## Distinctions
Note : sauf mention contraire, les informations ci-dessous sont issues de la page Awards du film sur l'Internet Movie Database. Ici sont listés les principaux prix.
Le film obtient un prix pour ses effets spéciaux. 

### Récompenses
| Année | Cérémonie ou récompense | Prix                                                          | Lauréat(es)                                                                 |
| ----- | ----------------------- | ------------------------------------------------------------- | --------------------------------------------------------------------------- |
| 2025  | Annie Awards            | Animation d'un personnage dans un film en prise de vue réelle | Radiya Alam, Christian Kickenweitz, Aidan Martin, Allison Orr et Howard Sly |

### Nominations
| Année | Cérémonie ou récompense       | Prix                                                        | Lauréat(es)                                                                 |
| ----- | ----------------------------- | ----------------------------------------------------------- | --------------------------------------------------------------------------- |
| 2024  | Critics' Choice Movie Awards  | Meilleurs effets visuels                                    |                                                                             |
| 2024  | Golden Trailer Awards         | Meilleure aventure fantastique                              |                                                                             |
| 2024  | Golden Trailer Awards         | Meilleure bande-annonce de superproduction de l'été 2024    |                                                                             |
| 2024  | Saturn Awards                 | Meilleur film de science-fiction                            |                                                                             |
| 2024  | Saturn Awards                 | Meilleure réalisation                                       | Wes Ball                                                                    |
| 2024  | Saturn Awards                 | Meilleur jeune acteur                                       | Freya Allan                                                                 |
| 2024  | Saturn Awards                 | Meilleure musique                                           | John Paesano                                                                |
| 2024  | Saturn Awards                 | Meilleurs décors                                            | Daniel Dorrence                                                             |
| 2024  | Saturn Awards                 | Meilleur acteur dans un second rôle                         | Owen Teague                                                                 |
| 2024  | Saturn Awards                 | Meilleur scénario                                           | Josh Friedman                                                               |
| 2024  | Saturn Awards                 | Meilleurs effets spéciaux                                   | Rodney Burke, Paul Story et Stephen Unterfranz et Erik Winquist             |
| 2025  | British Academy Film Awards   | Meilleurs effets visuels                                    | Rodney Burke, Paul Story et Stephen Unterfranz et Erik Winquist             |
| 2025  | Gold Derby Awards             | Meilleurs effets visuels                                    | Rodney Burke, Paul Story et Stephen Unterfranz et Erik Winquist             |
| 2025  | Online Film Critics Society   | Meilleurs effets visuels                                    | Rodney Burke, Paul Story et Stephen Unterfranz et Erik Winquist             |
| 2025  | Oscars                        | Meilleurs effets visuels                                    | Rodney Burke, Paul Story et Stephen Unterfranz et Erik Winquist             |
| 2025  | Satellite Awards              | Meilleurs effets visuels                                    | Rodney Burke, Paul Story et Stephen Unterfranz et Erik Winquist             |
| 2025  | Visual Effects Society Awards | Meilleurs effets visuels photoréaliste dans un long métrage | Rodney Burke, Danielle Immerman, Julia Neighly, Paul Story et Erik Winquist |
| 2025  | Visual Effects Society Awards | Meilleur personnage animé photoréaliste                     | Noa                                                                         |
| 2025  | Visual Effects Society Awards | Meilleur personnage animé photoréaliste                     | Raka                                                                        |
| 2025  | Visual Effects Society Awards | Meilleurs d'effets spéciaux cinématographiques              | Escalade de la falaise                                                      |
| 2025  | Visual Effects Society Awards | Meilleure simulations d'effets photoréaliste                | Village en feu, rapides et inondations                                      |
| 2025  | Visual Effects Society Awards | Meilleur composition et éclairage dans un long métrage      | Zachary Brake, Joerg Bruemmer, Kaustubh Patil et Tim Walker                 |

## Analyse

### Personnages
Le personnage principal, Noa, est un être candide et innocent qui ne sait rien des événements qui se sont déroulés lors des précédents films de la saga. Il ne connaît rien de la civilisation humaine. Selon la scénariste Amanda Silver, les spectateurs du film ont donc un « coup d'avance » sur le héros car ils savent ce que Noa va découvrir. Pour Silver, il s'agit d'un moteur narratif « très amusant ».
Noa effectue un voyage du héros. Owen Teague, l'interprète de Noa, indique que la quête initiatique consiste à découvrir quel héritage a laissé César et quelles en sont ses différentes interprétations. Il a été élevé par une tribu isolée qui a oublié l'enseignement du « Moïse » des singes. Le réalisateur Wes Ball surnomme Noa Georges le petit curieux, du nom d'une série d'animation dont le protagoniste est un jeune singe. Le héros est obligé de quitter son territoire pour découvrir un nouveau monde mais avec l'envie de le comprendre. La scène du télescope est révélatrice de son envie d'apprendre, de son envie d'étendre son savoir. Selon les scénaristes, peu importe ce qu'il a vu exactement dans le télescope. Ce qui compte, c'est qu'avec cette vision, il en vient à comprendre que l'univers dans lequel il vit est beaucoup plus vaste que ce qu'il pensait précédemment.
Proximus a déifié César. Il a transformé le prénom du héros des singes en titre honorifique pour signifier à tous qu'il est son héritier comme l'ont fait les empereurs romains avec le cognomen du dictateur romain Jules César. Il a d'ailleurs capturé un humain cultivé pour s’imprégner de l’histoire de l’Empire romain. Wes Ball indique que c'est le « Gengis Khan de La Planète des singes ». Il veut unir tous les singes sous sa coupe et éradiquer les humains. Tel un tyran, Proximus détourne la mémoire de César pour imposer la peur et le respect à son peuple. Désireux d'accroître son pouvoir, Proximus souhaite se réapproprier les antiques technologies. Sorte de « Thomas Edison du futur », il a redécouvert l'électricité ,. Il sait la produire, la stocker et l'utiliser comme une arme. Pour des singes plus primitifs, il semble être un magicien.
Mae est d'abord figurée comme l'ancrage moral de Noa. Son personnage est ensuite présenté comme mué par un sentiment de revanche et de déclassement. Elle adhère aux idées de suprématie humaine. Mae est dans le déni de l'autodestruction militaire et écologique de l'homme. Elle est également ambivalente avec ses alliés singes. Elle espère un retour en arrière. Elle n'accepte pas la déchéance humaine et l'ascension des singes. Le film ne creuse cependant pas cette piste et préfère conclure le film par un montage alterné égalisateur. L'actrice Freya Allan explique que « Dans la scène que j'ai tournée, Mae allait là-bas pour le tuer parce qu'il lui faisait peur. Son intelligence lui fait peur. Mae ne veut pas le tuer, mais elle sent qu'elle le doit... À l'origine, vous la voyez pointer l'arme sur Noa, mais il lui tourne le dos. [...] À la minute où il mentionne le nom de Raka, elle rabaisse l'arme. Ensuite, lors du montage, ils ont opté pour la subtilité. [...] Cela devient donc un adieu très émouvant ».

### Thèmes
Selon le scénariste Rick Jaffa, le film reprend le thème de « l'interprétation erronée d'éléments exhumés du passé », un concept déjà présent dans les premiers films de la saga. Les scénaristes montrent la « contamination mentale qui s'opère quand les personnages tombent sur des artéfacts du passé ». Proximus César est l'incarnation de la mauvaise utilisation du passé. Il fait la même erreur que les humains avant lui dans La Planète des singes : Les Origines. Il commet l’hybris, il se prend pour un dieu. L'histoire finit par se répéter. Noa, au contraire, vient d'un clan dans lequel l'harmonie règne en maîtresse. Elle n'a pas besoin du passé pour se projeter dans l'avenir.
Les singes du nouveau film font désormais société mais sont privés de technologie après avoir traversé un « Âge sombre ». Il existe désormais des singes scientifiques, à l'image de Zira et Cornélius, les chimpanzés scientifiques ou même du docteur Zaïus, l'orang-outan, ministre des sciences du premier film. Les singes sont désormais à un âge du cuivre. Proximus est couvert de cuivre. Cette matière est désormais la richesse ultime des singes. Les humains sont quant à eux retournés à un état primaire et sont désormais muets. Ils sont également moins présents que dans le film original.
Cependant, plus les singes se rapprochent de l'homme dans leur état d'esprit, plus ils se fourvoient. Avec l'intelligence arrive la méchanceté, et toutes les émotions humaines. Le film souligne l'avarice et la perversion mais aussi la compassion et l’empathie de l'humanité,. Il se focalise aussi sur l'importance de l’enseignement. Wes Ball dit en effet que  « ce que nous apprenons peut nous libérer, le savoir est comme un bon virus qui peut sauver l’humanité, ou, dans ce film, sauver la planète des singes ». Le film questionne aussi le vivre ensemble. Le thème du racisme, présent dans les premiers films de la saga, reste également au centre du Le Nouveau Royaume. Les deux races n'arrivent pas à cohabiter ensemble. Chacun réclame la propriété de la planète et aucun des deux n'a véritablement ni raison ni tort. Cependant le choc des civilisations qui en découle, n'est que peu évoqué par le film.
La question de la religiosité est également abordée dans le film. César est une figure christique, il avait des apôtres et donnait ses enseignements. Il est mort pour la cause des singes. Le temps a suffisamment passé pour qu'un système de croyance émerge chez les singes. Il est désormais un élément central de la société des singes, une figure biblique dont chacun interprète les doctrines selon ses besoins. Une version non retenue du scénario creusait beaucoup plus l'aspect religieux de la société simiesque. Mais les scénaristes n'ont pas souhaité aller trop en avant sur ce terrain délicat. Le film traite cependant de la corruption de l'héritage de César.

### Références culturelles

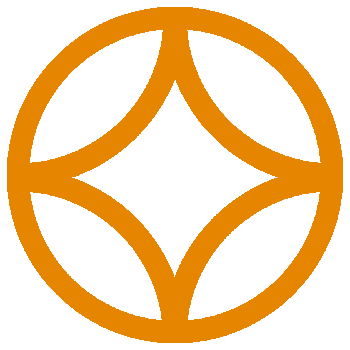
Le symbole de César que Raka porte en amulette autour de son cou.

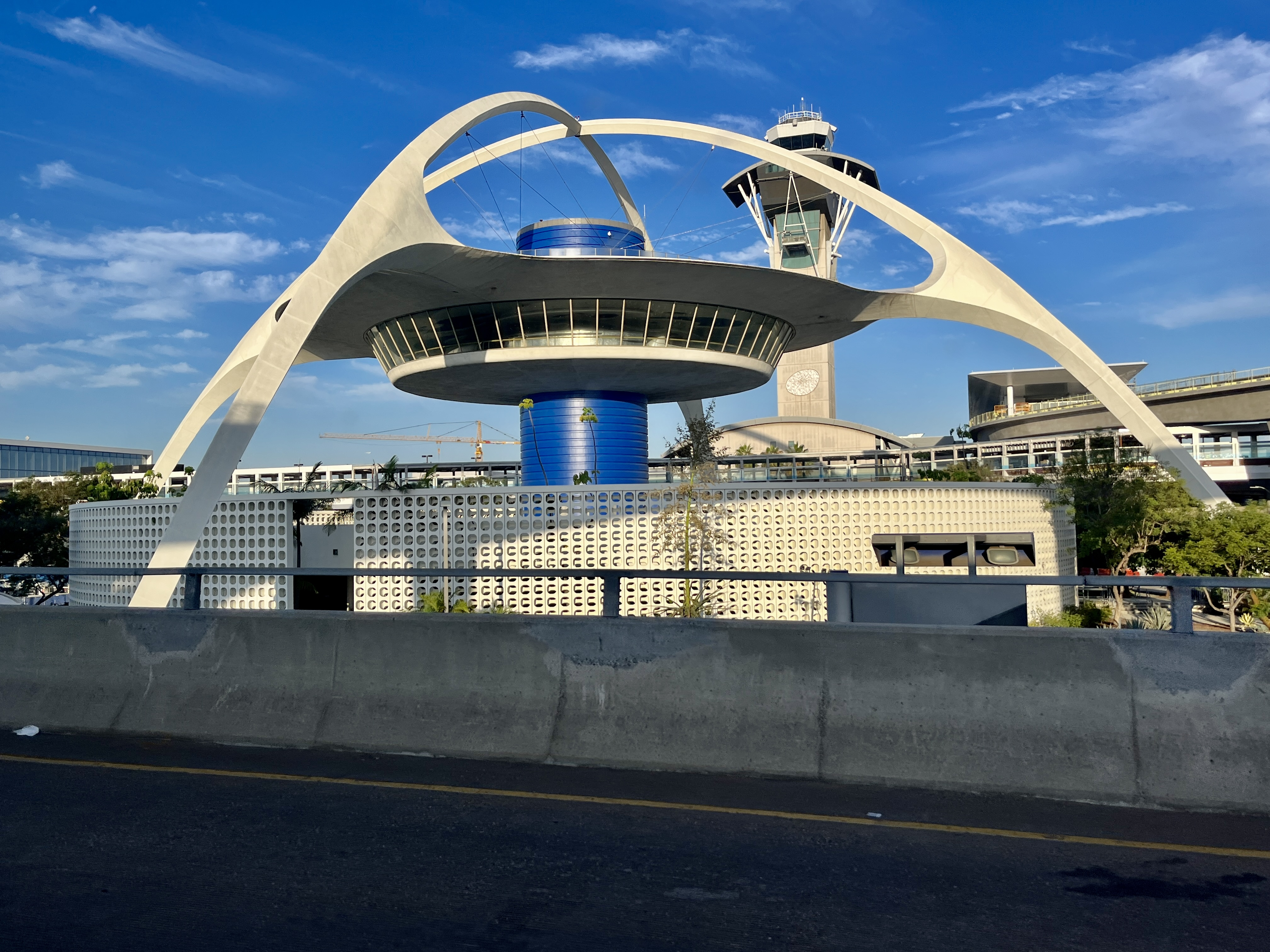
Le en de l’aéroport international de Los Angeles.